# Rhinoppia centrodentata
Rhinoppia centrodentata är en kvalsterart som först beskrevs av Gordeeva och Niemi 1990.  Rhinoppia centrodentata ingår i släktet Rhinoppia och familjen Oppiidae. Inga underarter finns listade i Catalogue of Life.